# Helene von Exner
Helene Marie „Marlene“ von Exner (* 16. April 1917 in Wien; † (?); wohl nach 1995) war eine österreichische Diätassistentin. Während des Zweiten Weltkriegs war sie von Juli 1943 bis Mai 1944 die Diätköchin Adolf Hitlers. Ihre Nachfolgerin wurde Constanze Manziarly.

## Leben
Helene Marie von Exner, genannt „Marlene“, war eine Tochter von Alfred von Exner-Ewarten und Enkelin von Siegmund Exner-Ewarten. Sie hatte drei Geschwister, eine Schwester und zwei Brüder. Sie machte an der Universität Wien eine Ausbildung zur Diätassistentin. Nach Abschluss ihrer Ausbildung war sie als Diätassistentin an der von Hans Eppinger geleiteten Klinik für Innere Krankheiten am Allgemeinen Krankenhaus in Wien tätig. Unter Eppingers Leitung hatte die Klinik Weltruf erlangt, sodass es auch medizinische Anfragen von Persönlichkeiten aus Gesellschaft und Politik gab. Von September 1942 bis Juli 1943 arbeitete sie als Diatköchin für den rumänischen Militärdiktator und Feldmarschall Ion Antonescu. Antonescu, der unter vorübergehenden Magenbeschwerden litt, hatte sich an das Wiener Klinikum gewandt, wodurch von Exner per Zufall die Stellung bei Antonescu erhalten hatte.
Bei einem Staatsbesuch im April 1943 in Schloß Kleßheim bei Salzburg sprachen Hitler und Antonescu wohl auch über ihre Krankheiten, wobei Antonescu von seiner hilfreichen Diätkur berichtete und Adolf Hitler seine eigene Diätköchin empfahl. Hitler wandte sich daraufhin an seinen Leibarzt Theodor Morell, der schließlich die Wiener Universitätsklinik konsultierte, wo ihm Helene von Exner empfohlen wurde. Er bedrängte sie, die Stelle bei Hitler anzunehmen. Nach Aussagen von Traudl Junge, der Privatsekretärin Hitlers, hatte von Exner zunächst kein großes Interesse an der Übernahme der Stelle als Diatköchin Hitlers gehabt, da sie darin eine Einschränkung ihrer Selbständigkeit und ihrer beruflichen Entwicklung sah.
Am 15. Juli 1943 trat Helene von Exner ihre Aufgabe an. Sie erhielt ein steuerfreies Gehalt von 800 Reichsmark im Monat, außerdem als Anreiz eine Prämie in Höhe von 2000 Reichsmark in bar bei Arbeitsantritt. Von Exner kochte fortan in allen Führerhauptquartieren. In der Wolfsschanze hatte sie neben dem Hitler-Bunker eine eigene kleine Diätküche neben der Kasino-Küche. Sie stellte Hitlers Essenszubereitung teilweise um, gestaltete sie abwechslungsreicher, kochte vegetarische Suppen statt Fleischbrühen, servierte Hitler aber auch Wiener Mehlspeisen und die von ihm gewünschten Eintopfgerichte, Karotten mit Kartoffeln und hartgekochte Eier. Sie nahm gemeinsam mit dem aus Traudl Junge, Gerda Christian, Christa Schroeder und Johanna Wolf bestehenden Quartett der Führersekretärinnen an Hitlers Mahlzeiten und den nächtlichen Tischrunden teil. Nach Aussagen von Traudl Junge entwickelte sich zwischen ihr und Marlene von Exner eine Freundschaft; sie half ihr auch in der Diätküche bei der Zubereitung der Mahlzeiten. Als Anerkennung ihrer Wertschätzung schenkten Antonescu und Hitler ihr jeweils einen jungen Foxterrier, mit denen von Exner allerdings nicht wirklich etwas anzufangen wusste.
Während ihrer Dienstverpflichtung bei Hitler lernte sie den jungen SS-Adjutanten Friedrich „Fritz“ Darges kennen, in den sie sich verliebte. Eine Werbung des Reichsleiters Martin Bormann hatte sie nach Aussagen Traudl Junges zurückgewiesen. Gleich bei Dienstantritt hatte sie Hitler mitgeteilt, dass die Papiere ihrer Mutter nicht in Ordnung seien, da ihre Großmutter ein Findelkind gewesen sei. Aufgrund der nationalsozialistischen Gesinnung der von Exners hatte Hitler dieser Aussage zunächst keine größere Bedeutung beigemessen. Bei der routinemäßigen Überprüfung der Heiratspapiere durch das Rasse- und Siedlungshauptamt wurde allerdings festgestellt, dass Helene von Exner eine jüdische Großmutter und Urgroßmutter hatte. Daraufhin wurde sie im Februar 1944 von Hitler zunächst beurlaubt und dann Anfang Mai 1944 schließlich entlassen; ihr Gehalt wurde ihr noch ein halbes Jahr weitergezahlt. Durch Vermittlung der Hitler-Sekretärin Gerda Schröder suchte von Exner für sich im Auftrag Hitlers einen Ersatz, der schließlich in Constanze Manziarly gefunden wurde, die im Mai 1944 ihre Stellung bei Hitler antrat.
Im Frühjahr 1944 kehrte Helene von Exner zu ihrer Familie nach Wien zurück. Wegen ihrer jüdischen Abstammung wurde sie vom Universitätsklinikum Wien entlassen. Hitler ordnete persönlich eine Arisierung der Familie von Exner an, mit der er Martin Bormann beauftragte und die im März 1945 abgeschlossen war.
Über von Exners Zeit nach dem Zweiten Weltkrieg ist nur wenig bekannt. Im Welser Verlag Leitner & Co. veröffentlichte sie in der Nachkriegszeit zahlreiche Bücher und Ratgeber zur Diätetik bei verschiedenen Erkrankungen, so etwa 1953 ein Diätkochbuch mit einem Umfang von 570 Seiten. Traudl Junge berichtet, sie sei auch nach dem Zweiten Weltkrieg mit ihr in Kontakt geblieben. Man sei befreundet gewesen, habe sich gelegentlich auch während des Sommers in Pörtschach am Wörthersee wiedergesehen. Die österreichische Historikerin Brigitte Hamann stand 1995 bei ihren Recherchen für ihr Buch Winifred Wagner: oder Hitlers Bayreuth mit von Exner in Briefkontakt und befragte sie über Hitlers Musikgeschmack in der Wolfsschanze; es ist somit davon auszugehen, dass sie 1995 noch lebte. Das Verzeichnis der Anmerkungen in Traudl Junges Buch Bis zur letzten Stunde. Hitlers Sekretärin erzählt ihr Leben (List Verlag München, 2002), das eine Kurzbiografie von Exners beinhaltet, enthält kein Todesdatum. Weitere Meldungen über ihr Leben oder eine Todesnachricht sind offiziell bislang nicht bekanntgeworden.